# Saison 2016 de l'équipe de France espoirs de cyclisme sur route
La saison 2016 de l'équipe de France espoirs de cyclisme sur route comprend également le Grand Prix de Plumelec-Morbihan et les Boucles de l'Aulne faits sous l'appellation Équipe nationale de France amateurs. L'équipe est dirigée par Pierre-Yves Chatelon.

## Préparation de la saison 2016

### Arrivées et départs
Au niveau des départs par rapport à la saison précédente, l'équipe renouvelle ses coureurs puisqu'une partie d'entre eux, les plus en vue en 2015, comme Franck Bonnamour, Thibault Ferasse, Marc Fournier et Fabien Grellier passent chez les professionnels et ne seront sans doute plus convoqués bien que leurs âges respectifs le permettent. D'autres professionnels ne pourront plus obtenir de sélections ayant dépassés l'âge maximum comme le champion du monde espoirs Kévin Ledanois mais aussi Jérémy Maison, Guillaume Martin et Florent Pereira tout comme des coureurs amateurs tels que Romain Barroso et Adrien Legros.
Pour les principales arrivées, Pierre-Yves Chatelon s’appuiera surtout sur Corentin Ermenault, Axel Journiaux, Valentin Madouas, Paul Ourselin, Aurélien Paret-Peintre, qui vise personnellement des bonnes prestations sur la Course de la Paix espoirs et le Tour de l'Avenir, Félix Pouilly et Damien Touzé pour cette année 2016.
En ce qui concernent ce qui ont fait partie de l’effectif en 2015, Rémi Cavagna, Benoît Cosnefroy, David Gaudu, Élie Gesbert, Dorian Godon, Dylan Kowalski, Mathias Le Turnier, Jérémy Lecroq, Nans Peters, qui fera office de capitaine de route, Paul Sauvage, Simon Sellier et Léo Vincent, ils en feront de même cette saison.

### Objectifs
L'un des objectifs de l'équipe de France est de remporter la Coupe des Nations espoirs comme en 2009, 2011, 2012 et 2013. Celle-ci se déroule sur neuf manches mais l'équipe, qui ne peut pas participer aux courses en ligne du championnat d'Asie sur route espoirs et du championnat panaméricain sur route espoirs, est présente sur les sept autres épreuves que sont Gand-Wevelgem espoirs, anciennement Course des chats et nouvelle course au programme, le Tour des Flandres espoirs, le ZLM Tour, la Course de la Paix espoirs, le Trophée Almar, le Tour de l'Avenir et la course en ligne du championnat d'Europe sur route espoirs. La Côte picarde, initialement incluse dans la Coupe des Nations espoirs, est annulée en cours de saison.
De plus le groupe de Pierre-Yves Chatelon vise le titre mondial de la course en ligne espoirs qui se déroule à Doha au Qatar tout comme en 2015 lors de la victoire de Kévin Ledanois. Depuis 2016, le championnat du monde espoirs peut accueillir des coureurs membres d'une UCI WorldTeam à condition de ne l'avoir jamais fait dans la catégorie supérieure ce qui peut supposer que l'Australien Caleb Ewan soit un prétendant à la victoire tout comme Lorrenzo Manzin du côté de l'équipe de France,.
L'équipe prend part cette saison a plus de « classes 1 » afin de faire progresser les coureurs lors de ces épreuves plus relevées pour qu'ils passent ensuite courir chez les professionnels comme leurs prédécesseurs. Pour les « classes 1 », sont prévus au programme le nouveau Tour La Provence (2.1), les retours pour l'équipe du Grand Prix de Plumelec-Morbihan (1.1) et des Boucles de l'Aulne (1.1) et les habituels Tour de l'Ain (2.1) et Tour du Doubs (1.1). De plus la Ronde de l'Isard (2.2) est également nouvelle pour l'équipe afin de préparer au mieux la Course de la Paix espoirs ainsi que l'Olympia's Tour (2.2) et le Duo Normand (2.1) qui sert aussi de préparation pour les deux épreuves des championnats du monde sur route espoirs,.

## Déroulement de la saison

### Stages, préparation et première course du début de saison

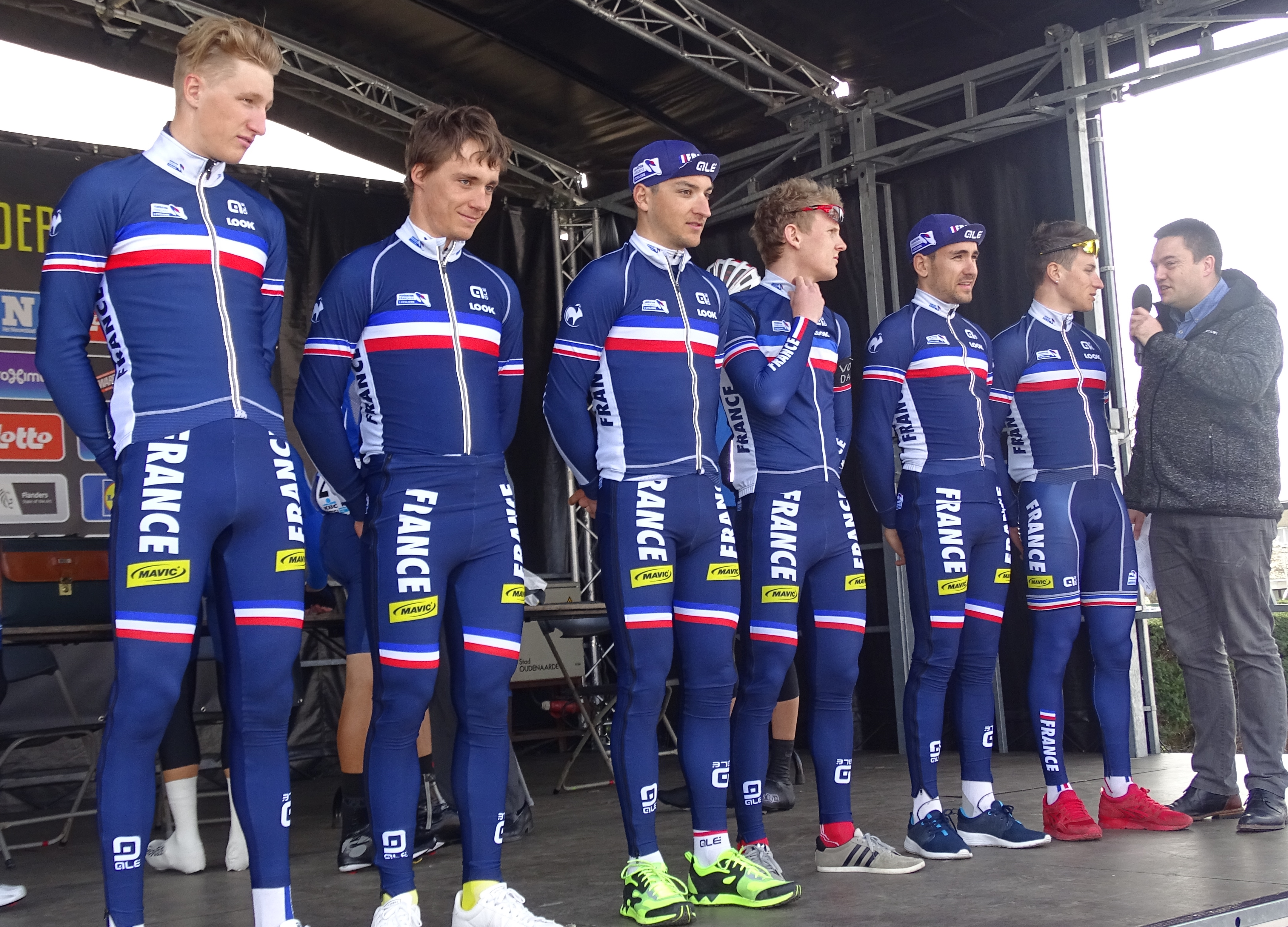
Corentin Ermenault, Valentin Madouas, Nans Peters, Félix Pouilly, Simon Sellier et Damien Touzé lors du Tour des Flandres espoirs.

Pierre-Yves Chatelon annonce le 11 décembre 2015 qu'un stage à Valloire en Savoie aura lieu du 3 au 9 janvier avec pour but d'effectuer un travail physique mais aussi de reconstruire un nouveau groupe après le passage de plusieurs coureurs dans le peloton professionnel. Les douze coureurs convoqués sont Benoît Cosnefroy, Aurélien Paret-Peintre, Nans Peters et Rémy Rochas (Chambéry CF), Jérémy Defaye (SCO Dijon), David Gaudu (Côtes d'Armor-Marie Morin), Élie Gesbert (VC Pays de Loudéac), Dylan Kowalski (VC Rouen 76), Mathias Le Turnier (Océane Top 16), Jérémy Lecroq (CC Nogent-sur-Oise), Simon Sellier (Vendée U) et Damien Touzé (CC Étupes).
Puis est dévoilé, le 1er février 2016, un second stage du 7 au 12 février se déroulera à Calp en Espagne, avec la présence de dix coureurs dont huit ont fait le précédent stage : Benoît Cosnefroy, David Gaudu, Élie Gesbert, Dylan Kowalski, Mathias Le Turnier, Jérémy Lecroq et Nans Peters, qui seront accompagnés de Corentin Ermenault (CC Nogent-sur-Oise), Valentin Madouas (BIC 2000) et Paul Sauvage (CR4C Roanne). Cependant Jérémy Lecroq victime d'une blessure ne participe pas à ce rassemblement.
L'équipe prend début la saison avec la première édition du Tour La Provence du 23 au 25 février qu'elle court uniquement face à des professionnels. L'effectif est composé de Corentin Ermenault, Élie Gesbert, Dylan Kowalski, Jérémy Lecroq de retour de blessure, Valentin Madouas, Nans Peters, Simon Sellier et Damien Touzé. L'équipe est choisie afin de préparer les courses de printemps de la Coupe des Nations espoirs et d'obtenir une place dans les dix premiers du classement général avec Élie Gesbert qui peut tirer son épingles du jeu lors de la première étape,,,,,,

## Coureurs et encadrement technique

### Effectif
Ce tableau reprend tous les coureurs ayant participé à au moins une course sous le maillot de l'équipe de France espoirs ou celui de l'équipe de France amateurs. Il ne prend pas en compte les coureurs ayant effectué que les stages.
| Coureur                | Date de naissance | Équipe 2016                           | TLP | GWv | TdF | ZLM | Isa | Plu | Aul | CdP | Alm | Ain | Ave | Dou | ClE | CoE | Duo | ClM | CoM | Total |
| ---------------------- | ----------------- | ------------------------------------- | --- | --- | --- | --- | --- | --- | --- | --- | --- | --- | --- | --- | --- | --- | --- | --- | --- | ----- |
| Rémi Aubert            | 3 décembre 1995   | CC Étupes                             |     |     |     |     | ✔️  |     |     |     |     |     |     |     |     |     |     |     |     | 1     |
| Wilfried Canales       | 16 juillet 1996   | VC Rouen 76                           |     |     |     |     | ✔️  |     |     |     |     |     |     |     |     |     |     |     |     | 1     |
| Rémi Cavagna           | 10 août 1995      | Klein Constantia                      |     |     |     | ✔️  |     |     |     |     |     |     |     | ✔️  | ✔️  |     | ✔️  | ✔️  | ✔️  | 6     |
| Erwann Corbel          | 20 avril 1991     | VC Pays de Loudéac                    |     |     |     |     |     |     | ✔️  |     |     |     |     |     |     |     |     |     |     | 1     |
| Benoît Cosnefroy       | 17 octobre 1995   | Chambéry CF                           |     |     |     |     |     | ✔️  | ✔️  | ✔️  | ✔️  |     |     | ✔️  |     | ✔️  |     |     | ✔️  | 7     |
| Corentin Ermenault     | 27 janvier 1996   | CC Nogent-sur-Oise                    | ✔️  |     | ✔️  | ✔️  |     |     |     |     |     |     |     | ✔️  | ✔️  |     | ✔️  | ✔️  | ✔️  | 8     |
| David Gaudu            | 10 octobre 1995   | Côtes d'Armor-Marie Morin             |     |     |     |     | ✔️  | ✔️  | ✔️  | ✔️  |     | ✔️  | ✔️  |     |     | ✔️  |     |     |     | 7     |
| Élie Gesbert           | 1er juillet 1995  | VC Pays de Loudéac                    | ✔️  | ✔️  |     |     | ✔️  |     |     |     |     |     |     |     |     |     |     |     |     | 3     |
| Dorian Godon           | 25 mai 1996       | Vulco-VC Vaulx-en-Velin               |     |     |     |     |     |     |     |     | ✔️  |     |     | ✔️  |     |     |     |     |     | 2     |
| Camille Guérin         | 2 octobre 1994    | VC Pays de Loudéac                    |     |     |     |     | ✔️  |     |     |     |     |     |     |     |     |     |     |     |     | 1     |
| Hugo Hofstetter        | 13 février 1994   | Cofidis                               |     |     |     |     |     |     |     |     |     |     |     |     |     |     |     |     | ✔️  | 1     |
| Axel Journiaux         | 20 mai 1995       | Vendée U                              |     |     |     |     |     | ✔️  | ✔️  | ✔️  |     |     |     |     |     |     |     |     |     | 3     |
| Dylan Kowalski         | 26 janvier 1994   | VC Rouen 76                           | ✔️  |     |     | ✔️  |     |     |     |     |     |     |     |     |     |     |     |     |     | 2     |
| Mathias Le Turnier     | 14 mars 1995      | Océane Top 16                         |     |     |     |     |     |     |     |     | ✔️  | ✔️  | ✔️  |     |     |     |     |     |     | 3     |
| Jérémy Lecroq          | 7 avril 1995      | CC Nogent-sur-Oise                    | ✔️  | ✔️  |     | ✔️  |     |     |     |     |     |     |     |     |     |     |     |     | ✔️  | 4     |
| Valentin Madouas       | 12 juillet 1996   | BIC 2000                              | ✔️  |     | ✔️  | ✔️  |     | ✔️  | ✔️  |     |     | ✔️  | ✔️  | ✔️  |     | ✔️  |     |     |     | 9     |
| Justin Mottier         | 14 septembre 1993 | VC Pays de Loudéac                    |     |     |     |     |     | ✔️  |     |     |     |     |     |     |     |     |     |     |     | 1     |
| Paul Ourselin          | 13 avril 1994     | Vendée U                              |     |     |     |     |     |     |     |     |     |     |     | ✔️  |     | ✔️  |     |     |     | 2     |
| Aurélien Paret-Peintre | 27 février 1996   | Chambéry CF                           |     |     |     |     |     | ✔️  | ✔️  | ✔️  | ✔️  | ✔️  | ✔️  |     |     |     |     |     |     | 6     |
| Nans Peters            | 12 mars 1994      | Chambéry CF                           | ✔️  | ✔️  | ✔️  | ✔️  |     | ✔️  | ✔️  | ✔️  | ✔️  | ✔️  | ✔️  | ✔️  |     | ✔️  |     |     | ✔️  | 13    |
| Félix Pouilly          | 22 septembre 1994 | Roubaix Métropole européenne de Lille |     | ✔️  | ✔️  |     |     |     |     |     |     |     |     |     |     |     |     |     |     | 2     |
| Paul Sauvage           | 2 septembre 1995  | CR4C Roanne                           |     |     |     |     |     | ✔️  | ✔️  |     |     |     |     |     |     |     |     |     |     | 2     |
| Simon Sellier          | 4 janvier 1995    | Vendée U                              | ✔️  | ✔️  | ✔️  |     |     |     |     |     |     |     |     |     |     |     |     |     |     | 3     |
| Damien Touzé           | 7 juillet 1996    | CC Étupes                             | ✔️  | ✔️  | ✔️  |     |     |     |     |     |     |     |     | ✔️  |     |     |     |     |     | 4     |
| Léo Vincent            | 6 novembre 1995   | CC Étupes                             |     |     |     |     | ✔️  |     |     | ✔️  | ✔️  | ✔️  | ✔️  |     |     | ✔️  |     |     |     | 6     |

Portraits des coureurs avec le maillot de l'équipe de France 2016
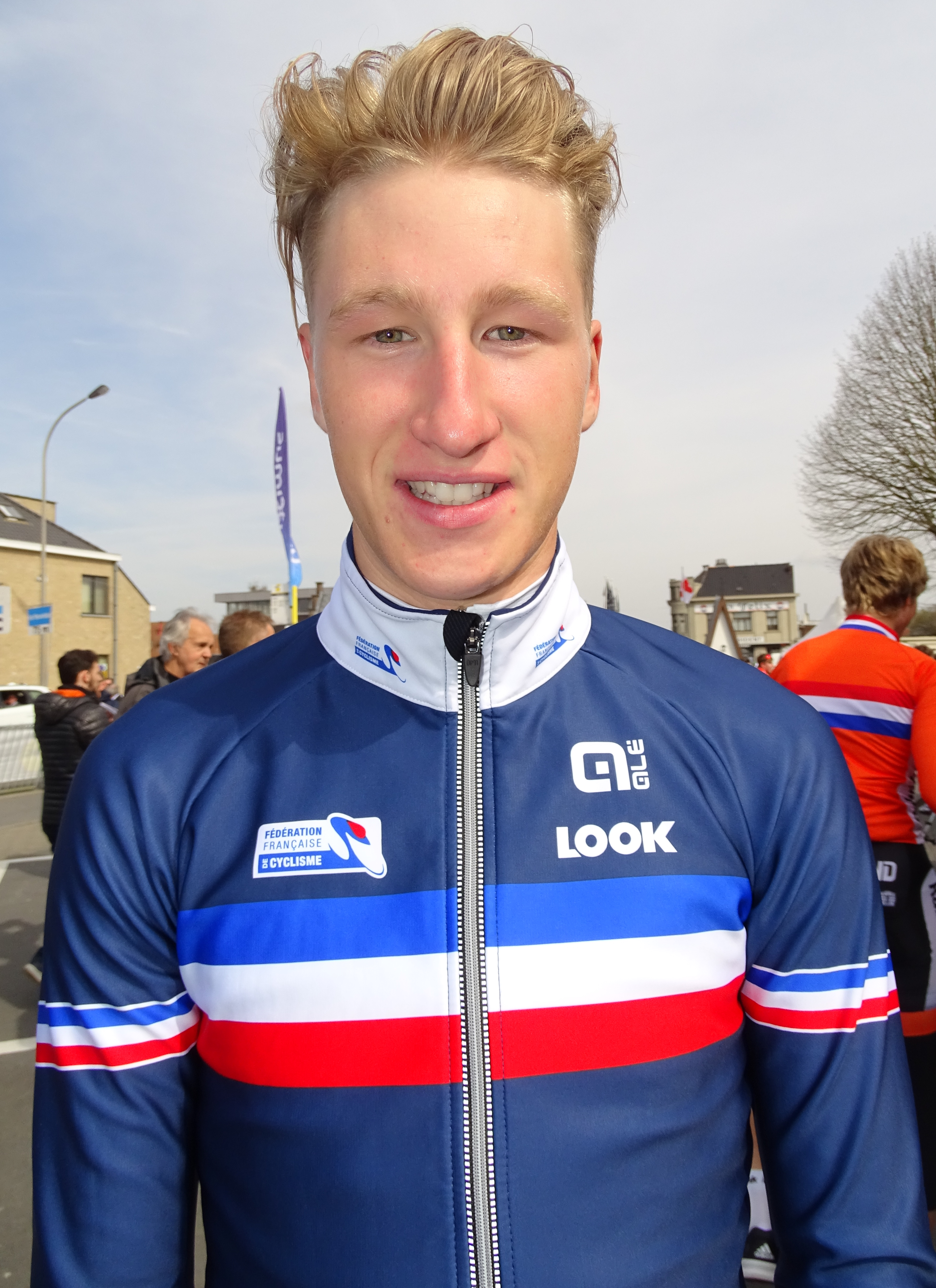
Corentin Ermenault.
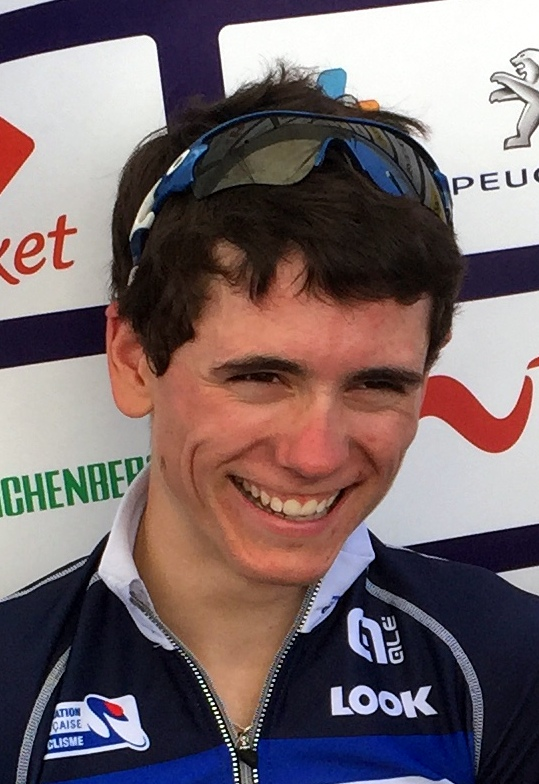
David Gaudu.
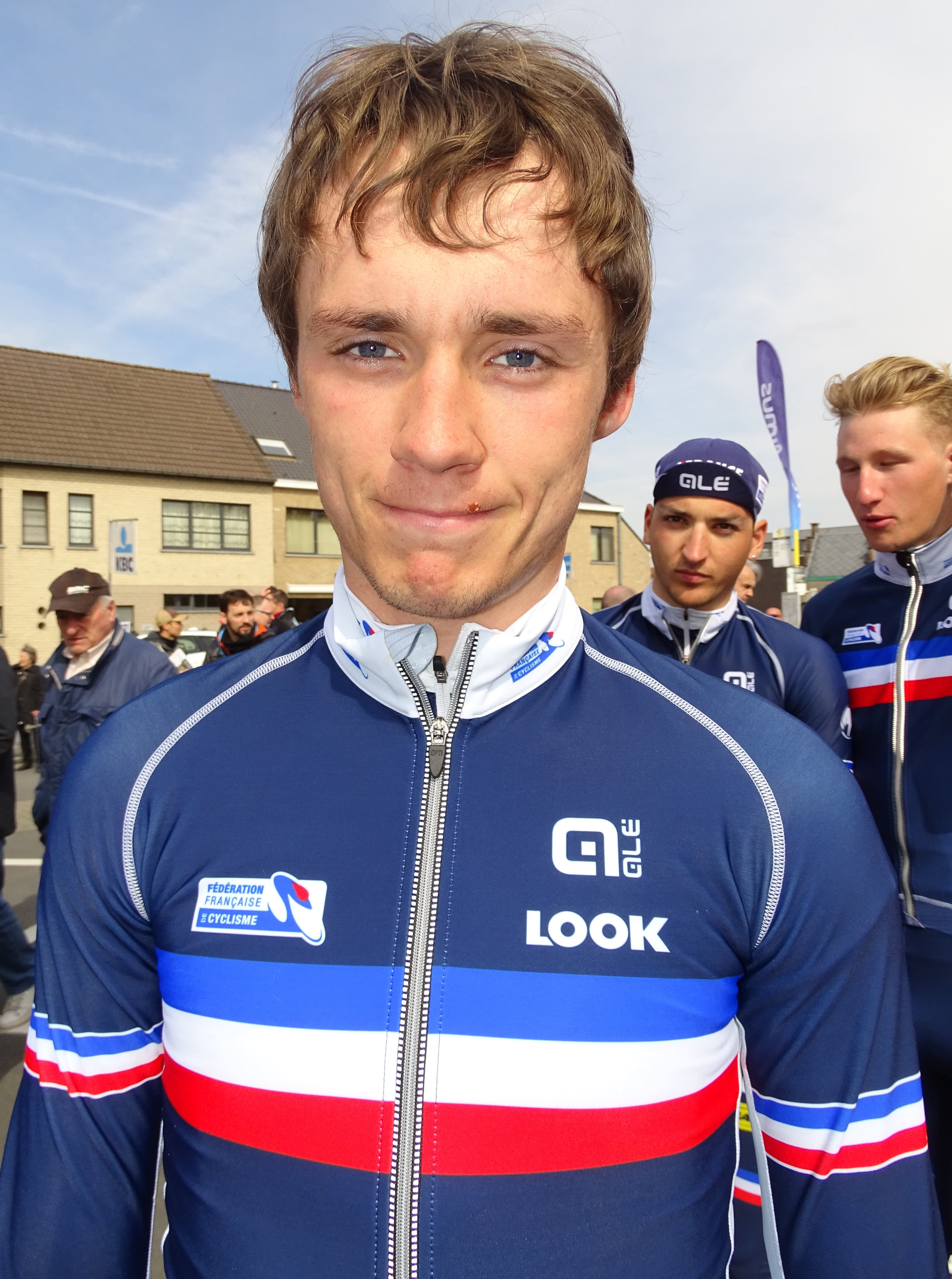
Valentin Madouas.
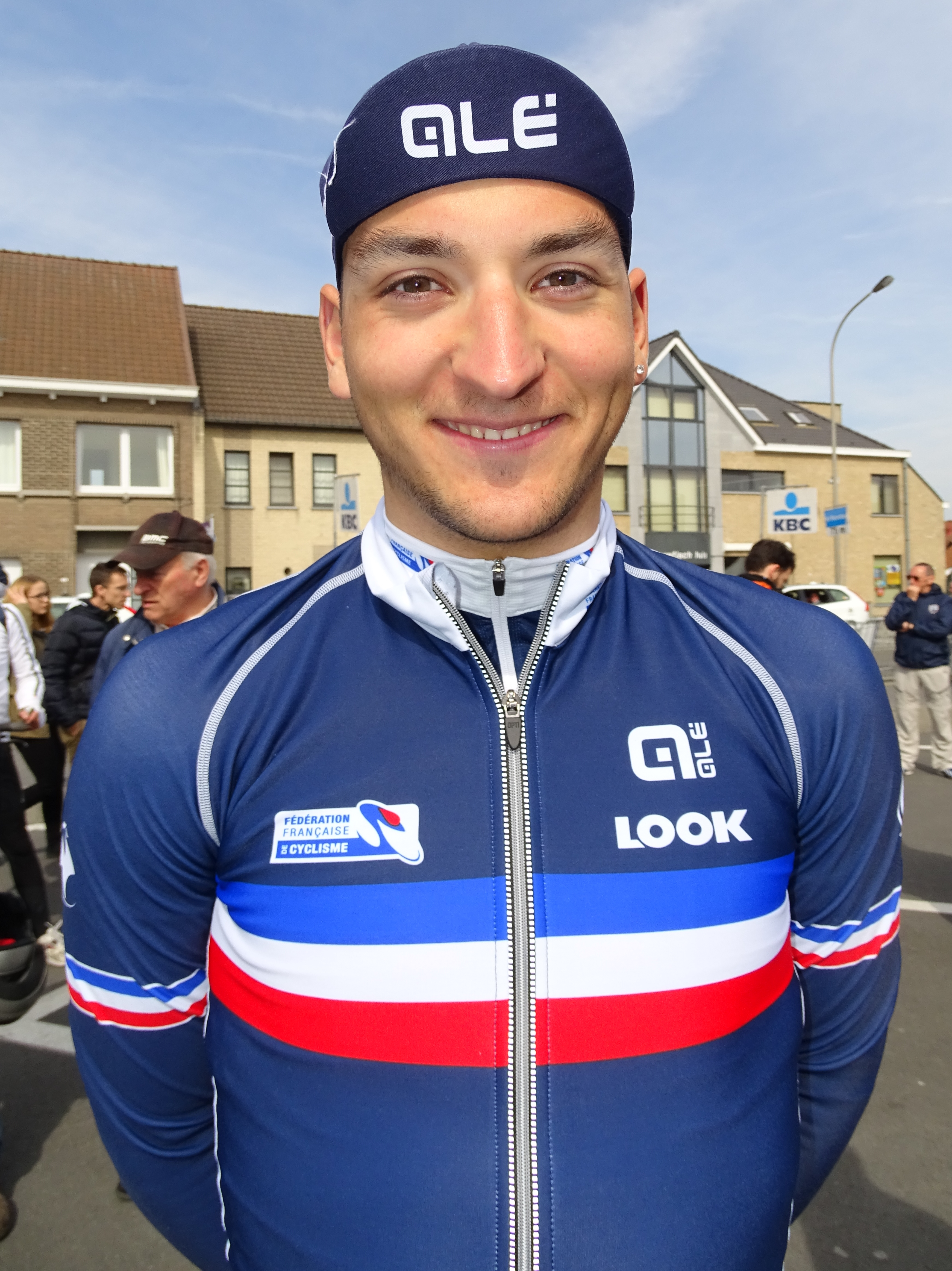
Nans Peters.
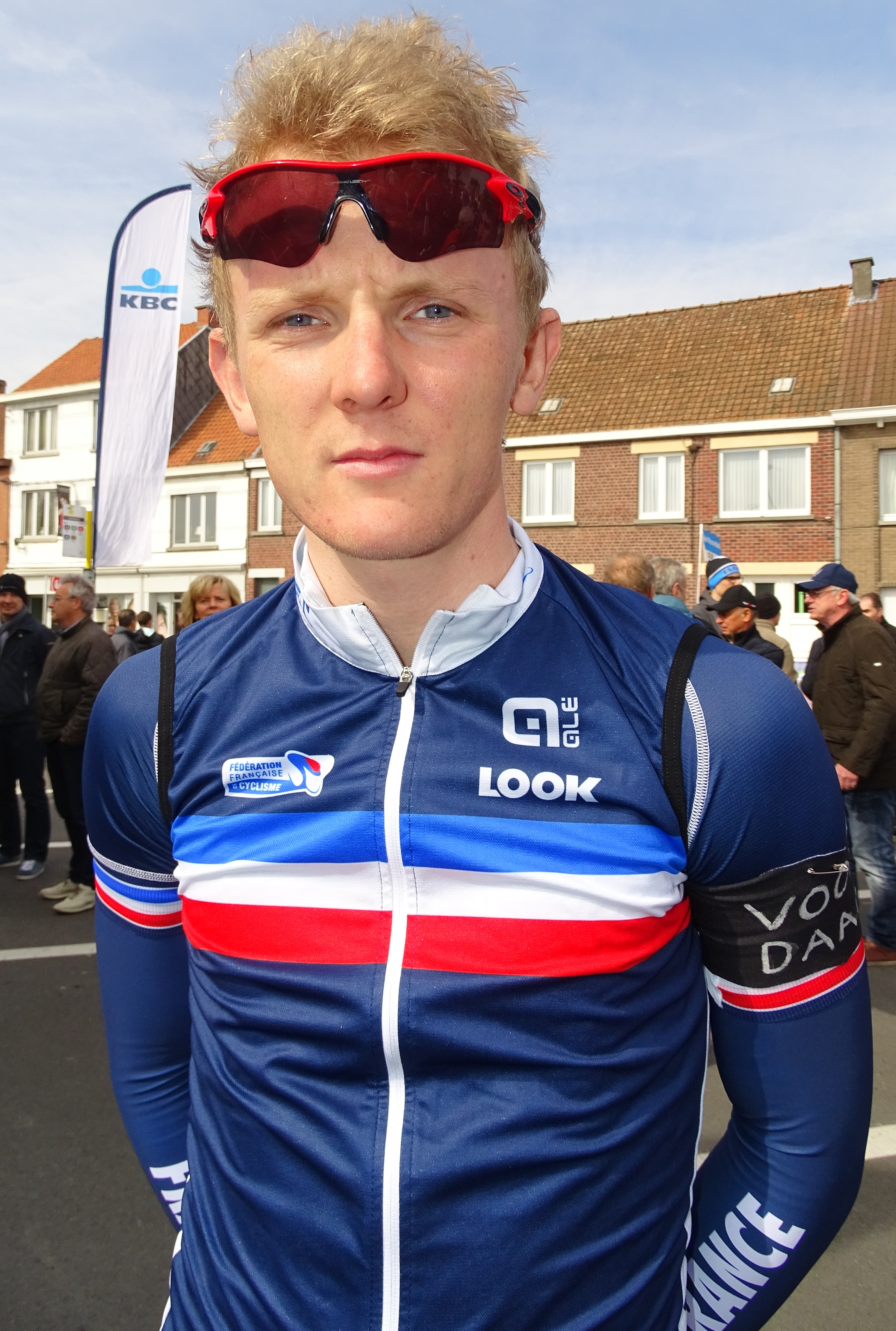
Félix Pouilly.
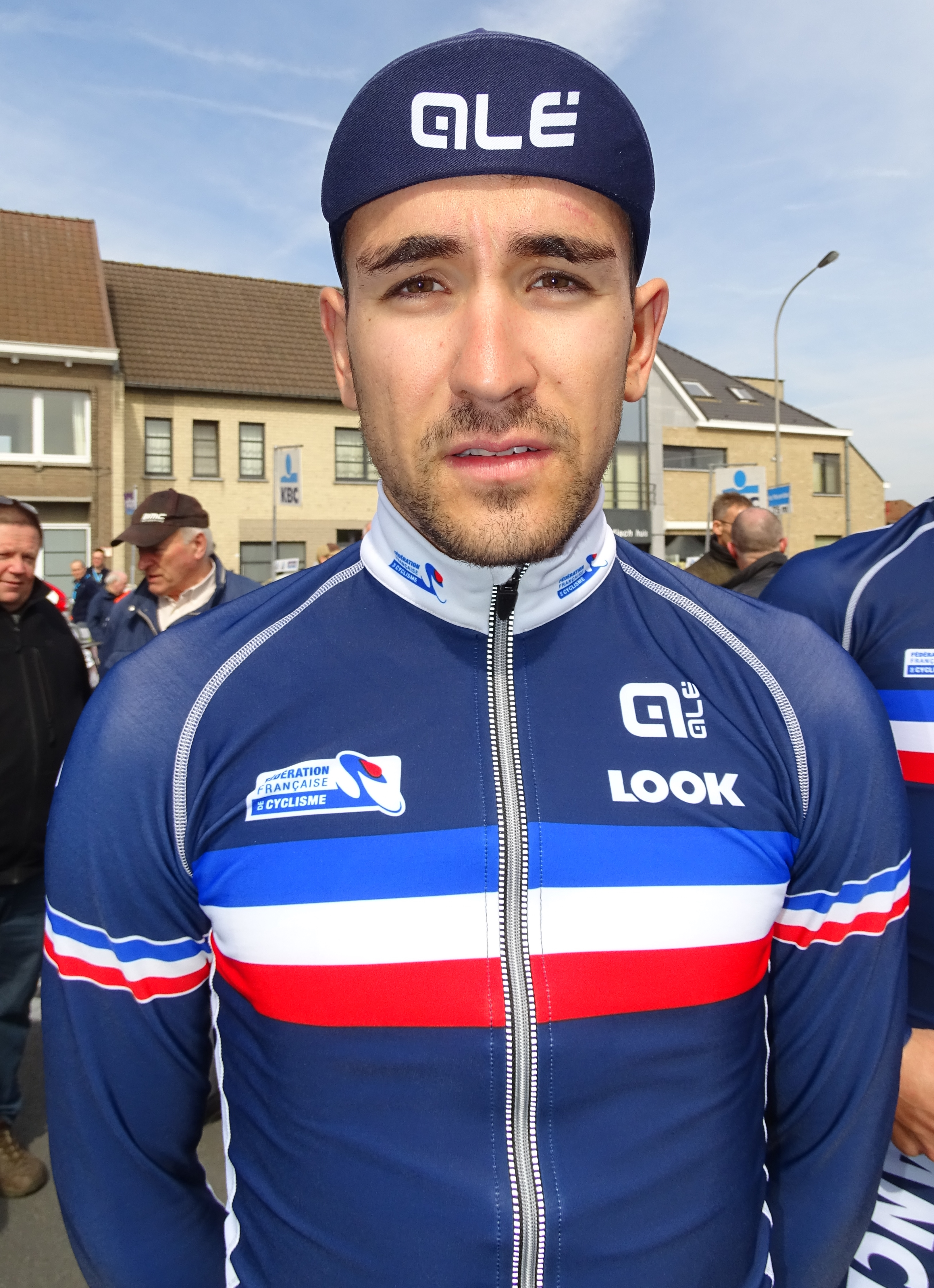
Simon Sellier.
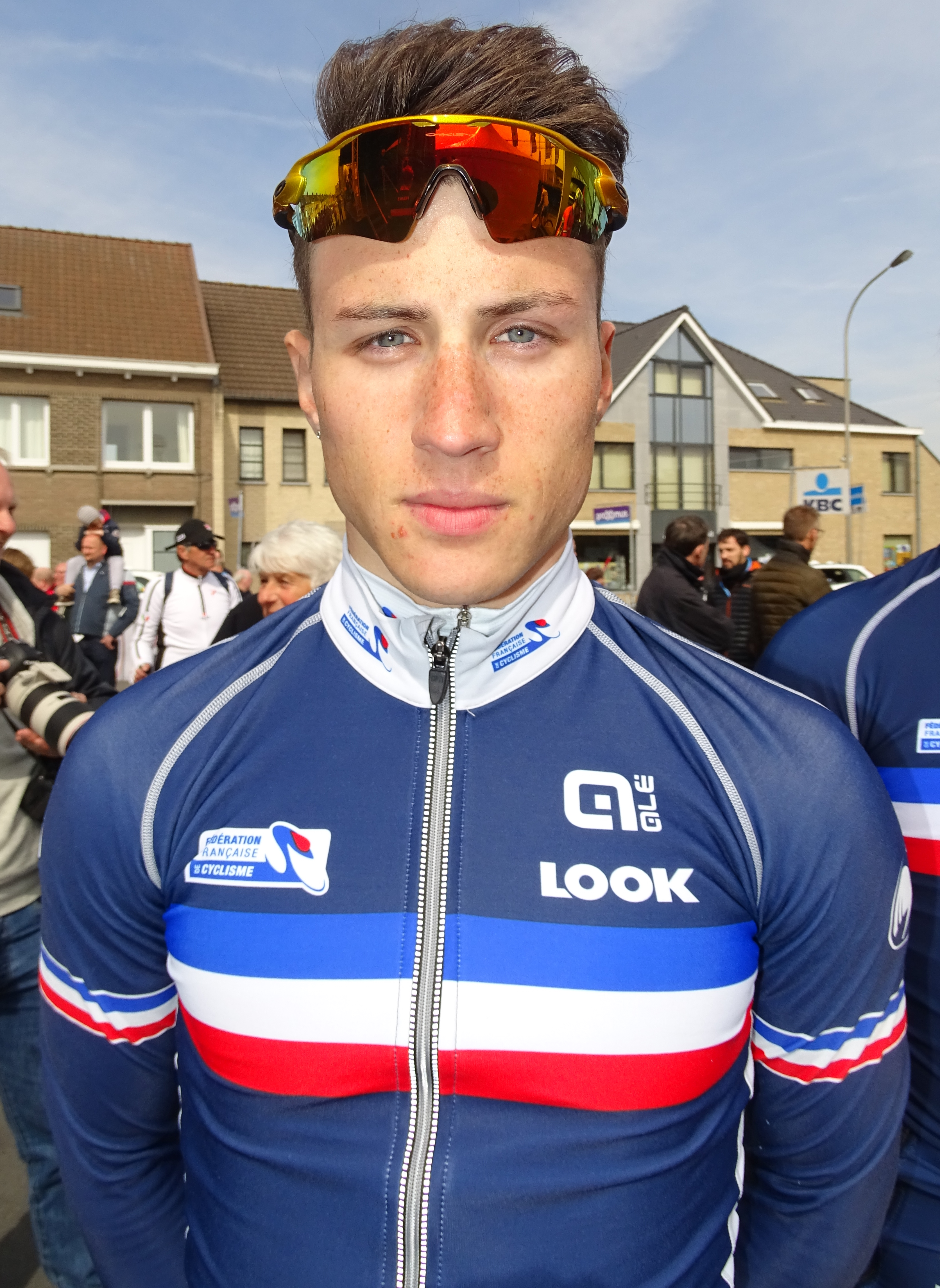
Damien Touzé.

Portraits des coureurs avec un autre maillot ou à une autre époque
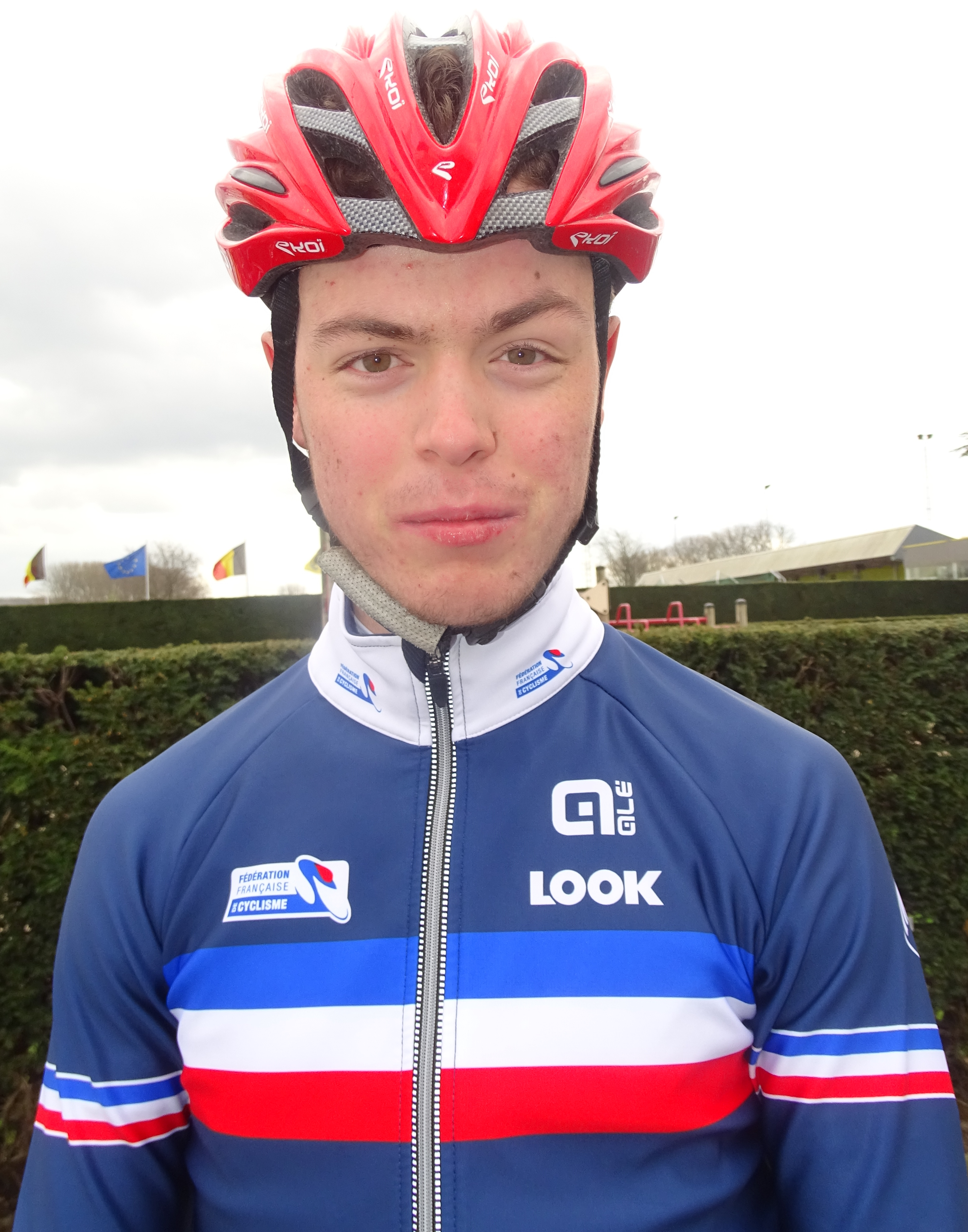
Rémi Cavagna en 2015.
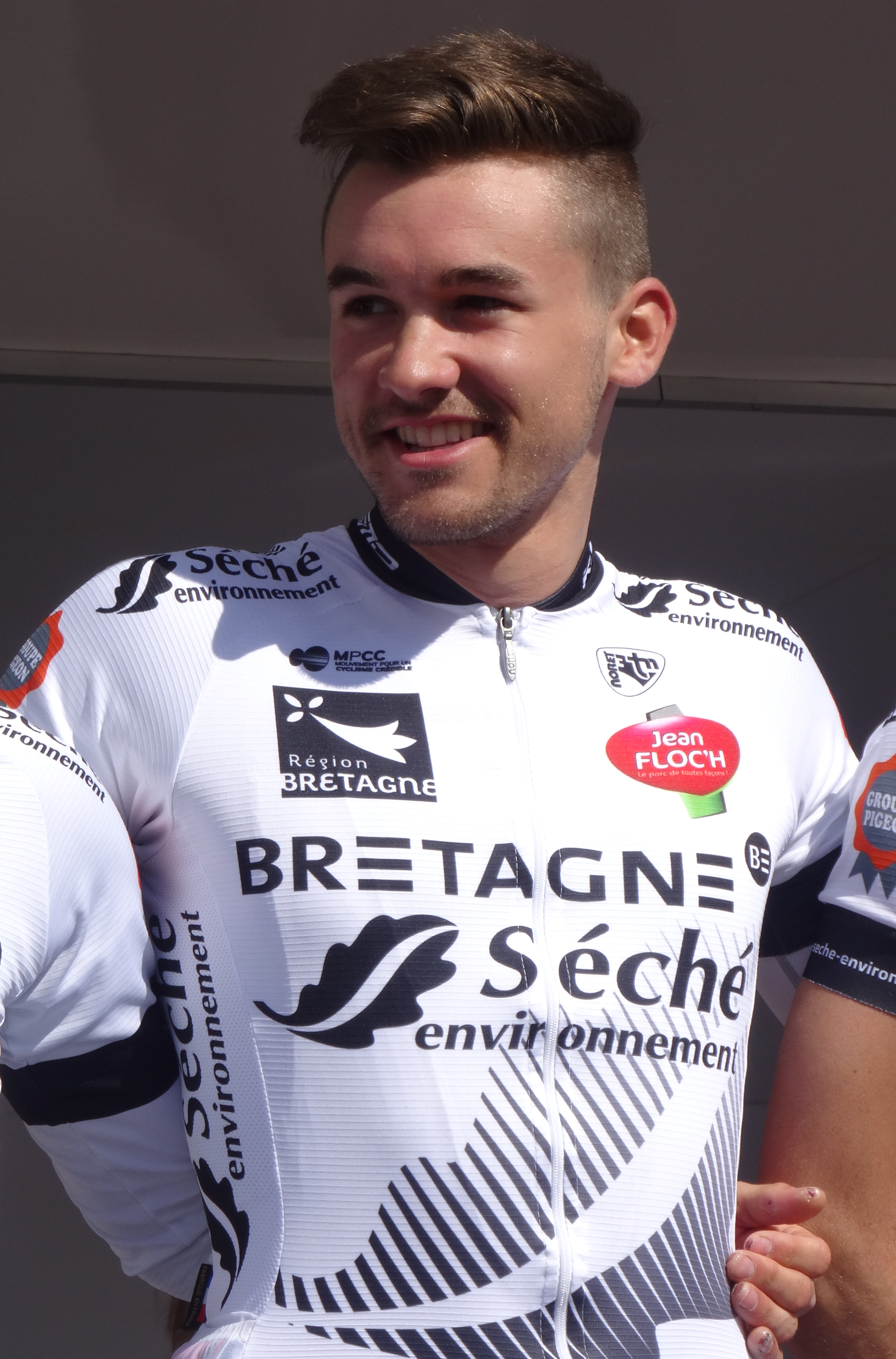
Erwann Corbel en 2014.
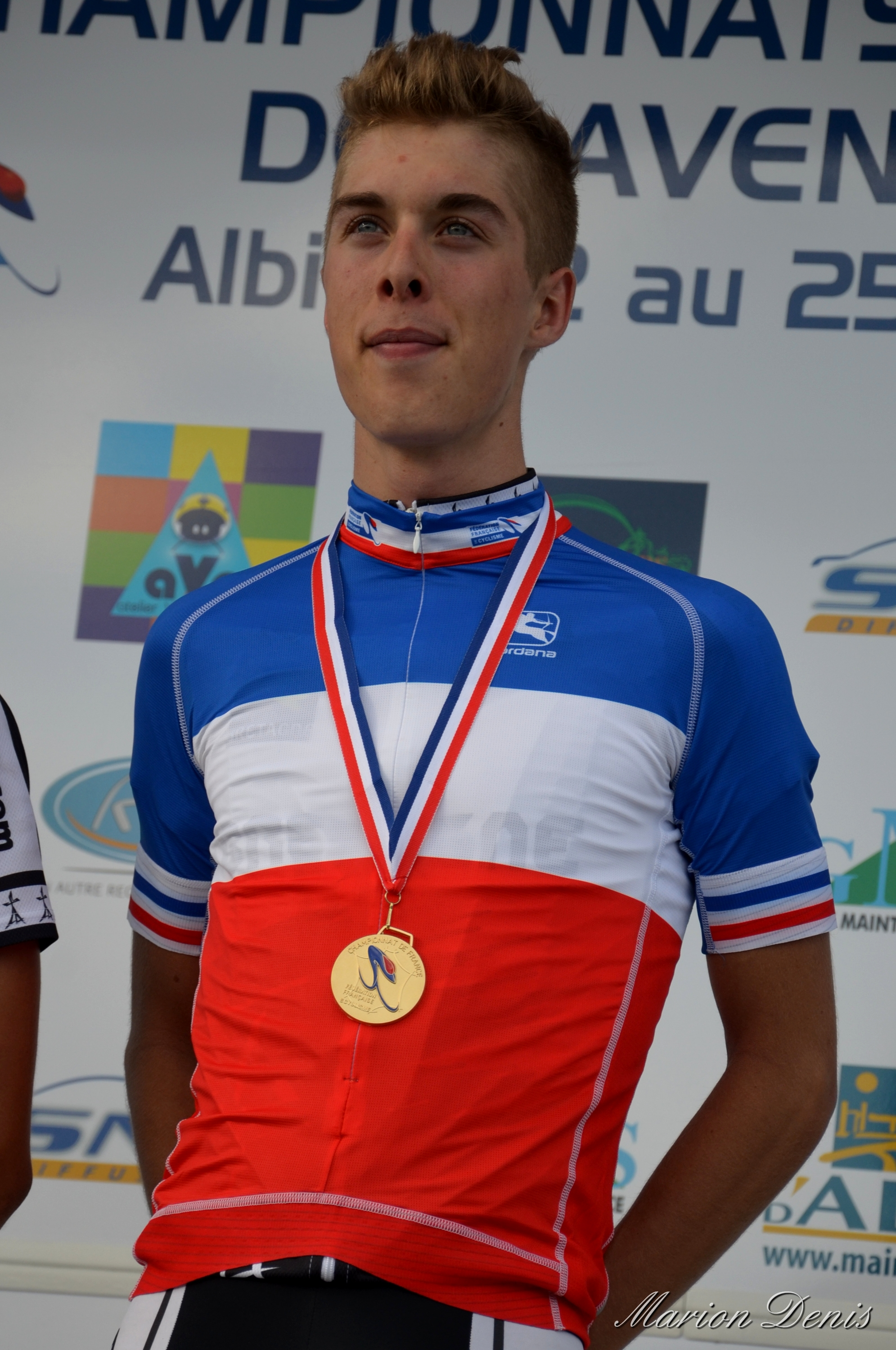
Élie Gesbert en 2013.
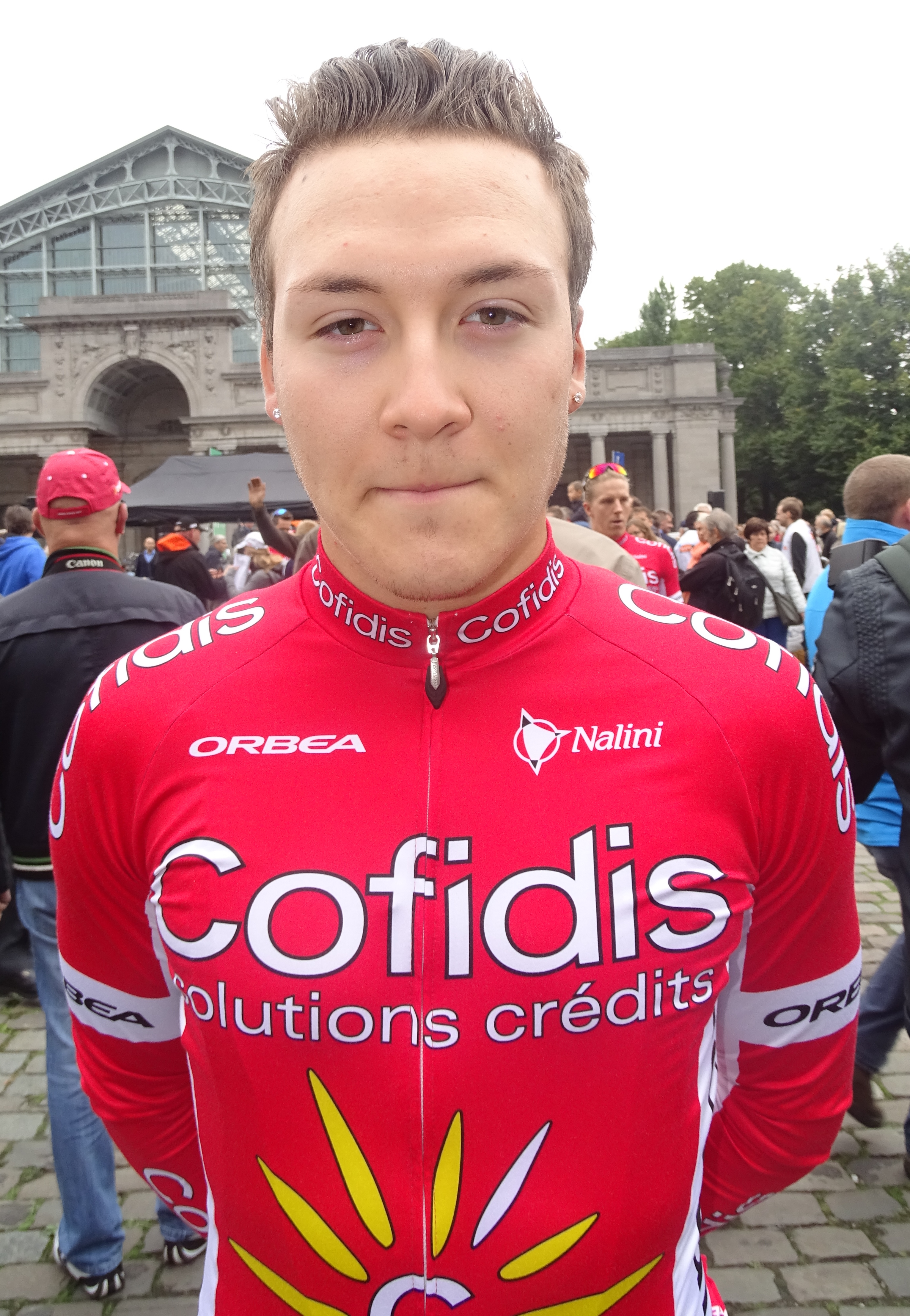
Hugo Hofstetter en 2015.
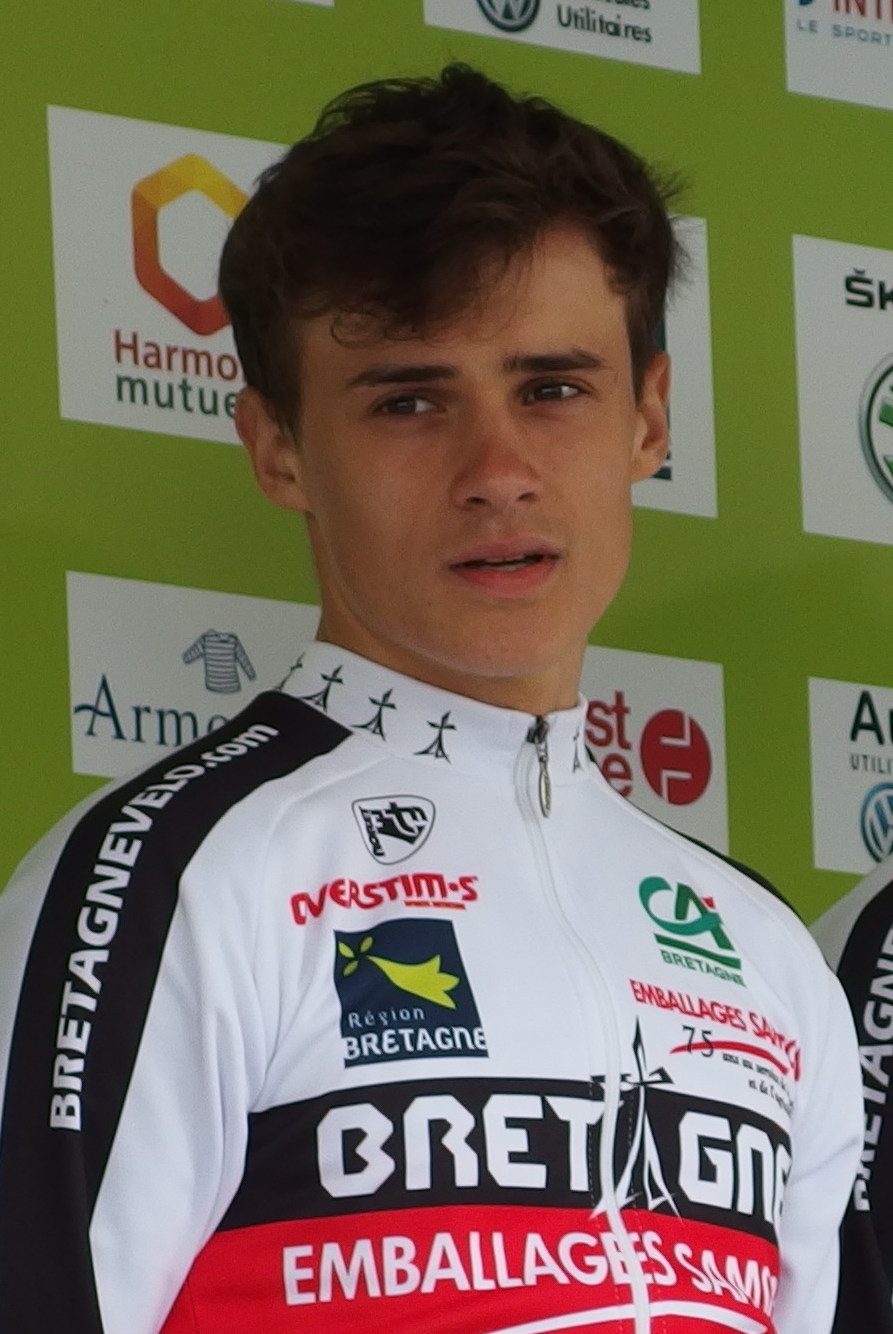
Axel Journiaux en 2015.
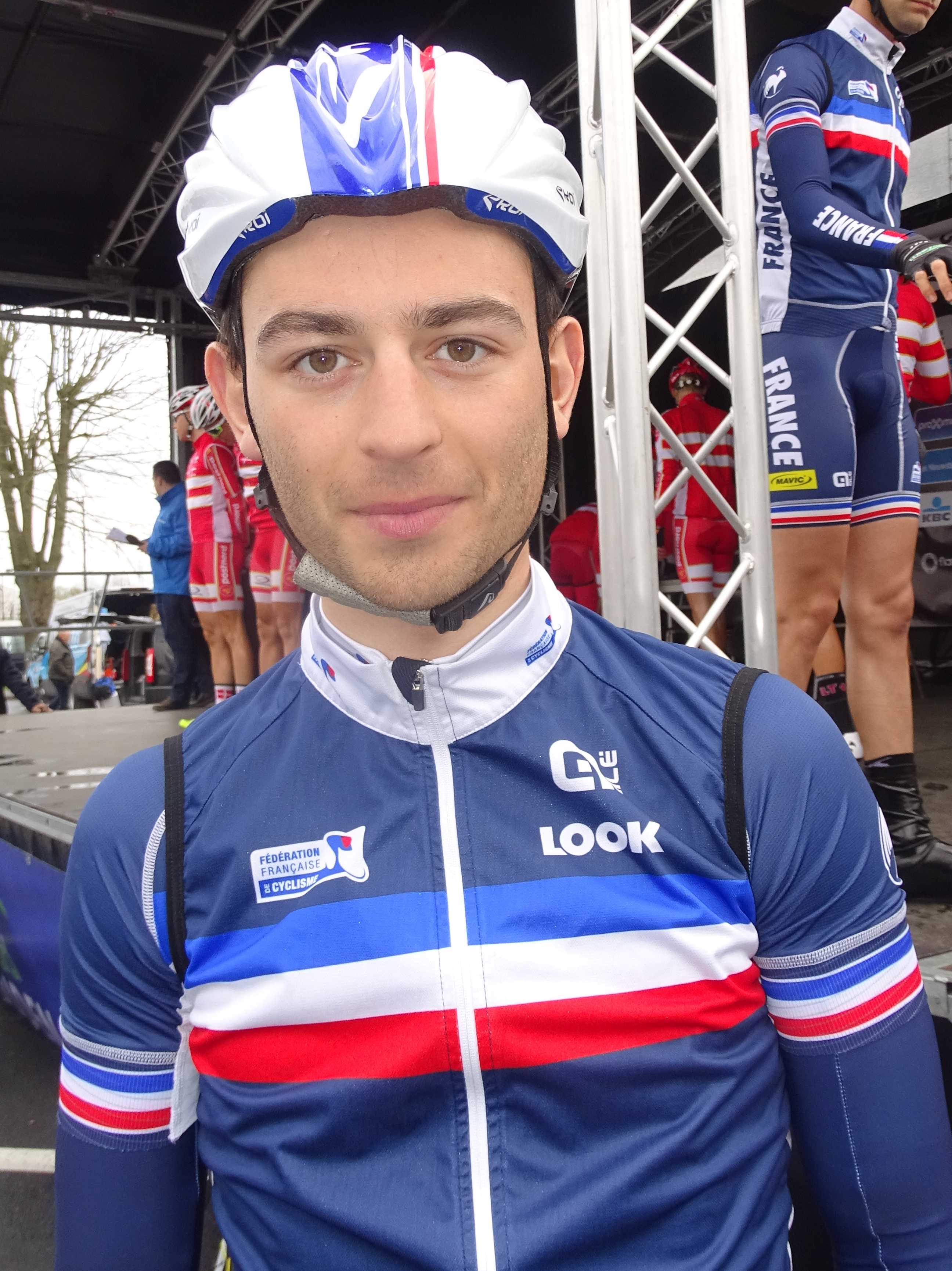
Dylan Kowalski en 2015.
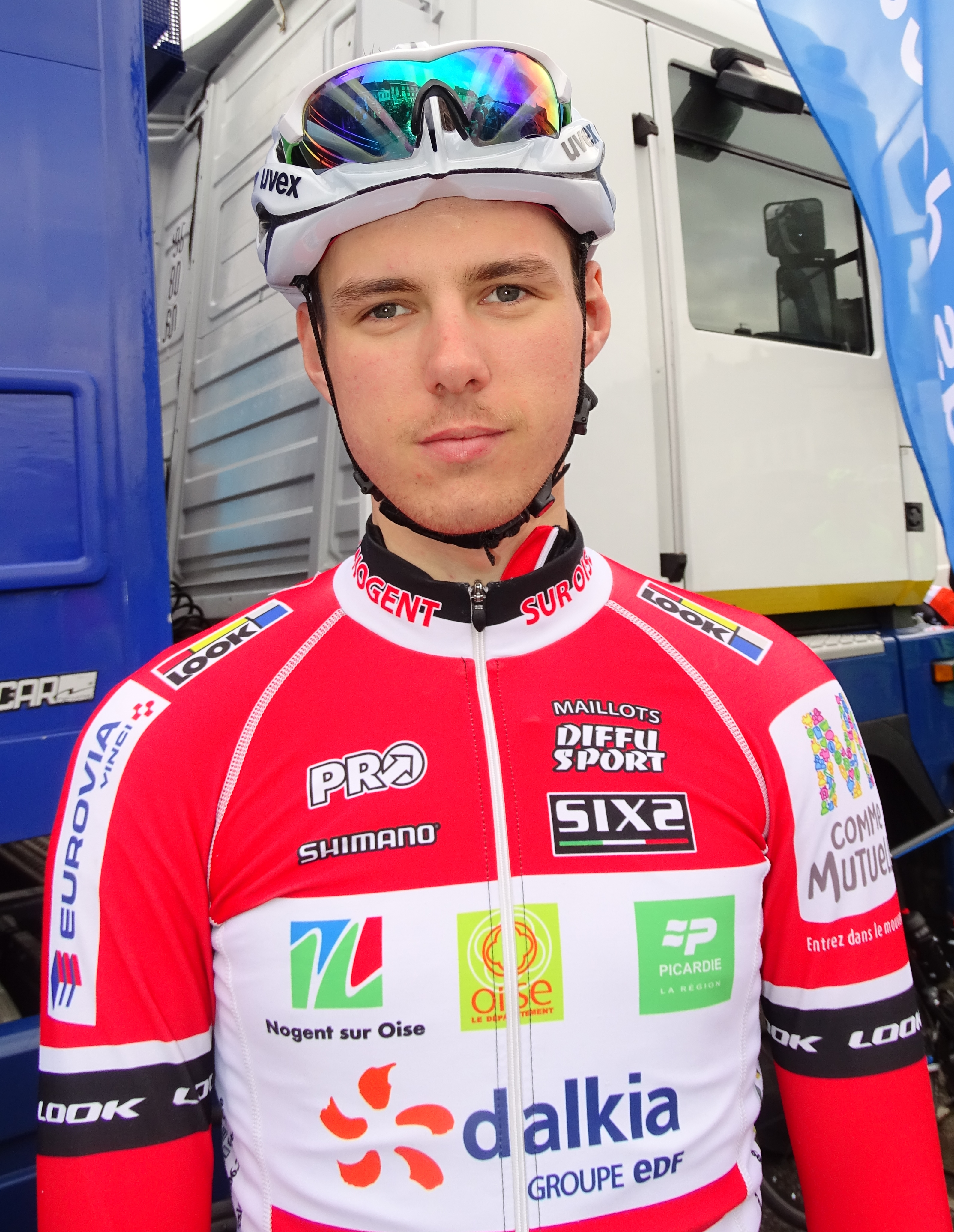
Jérémy Lecroq en 2016.
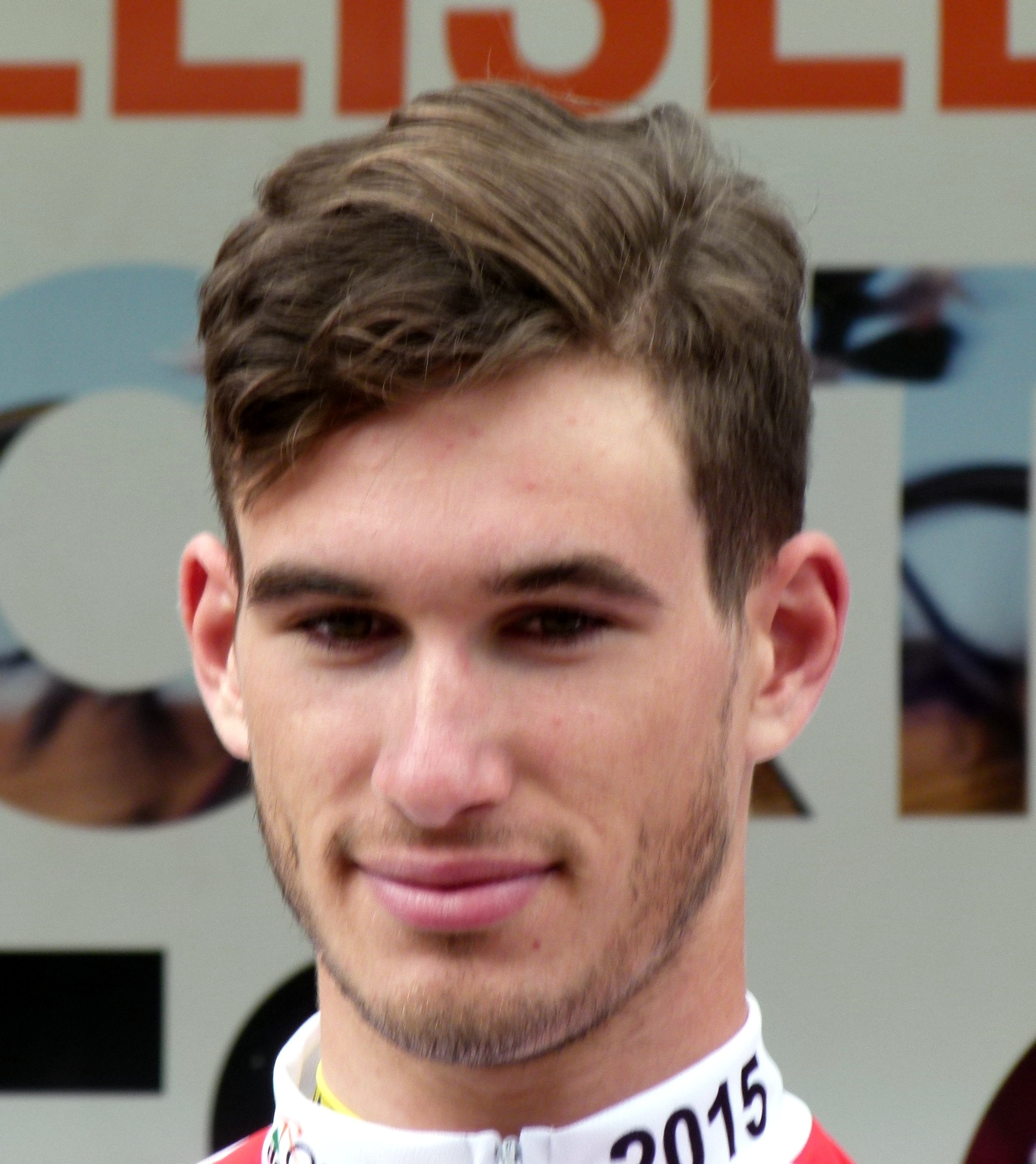
Paul Sauvage en 2014.
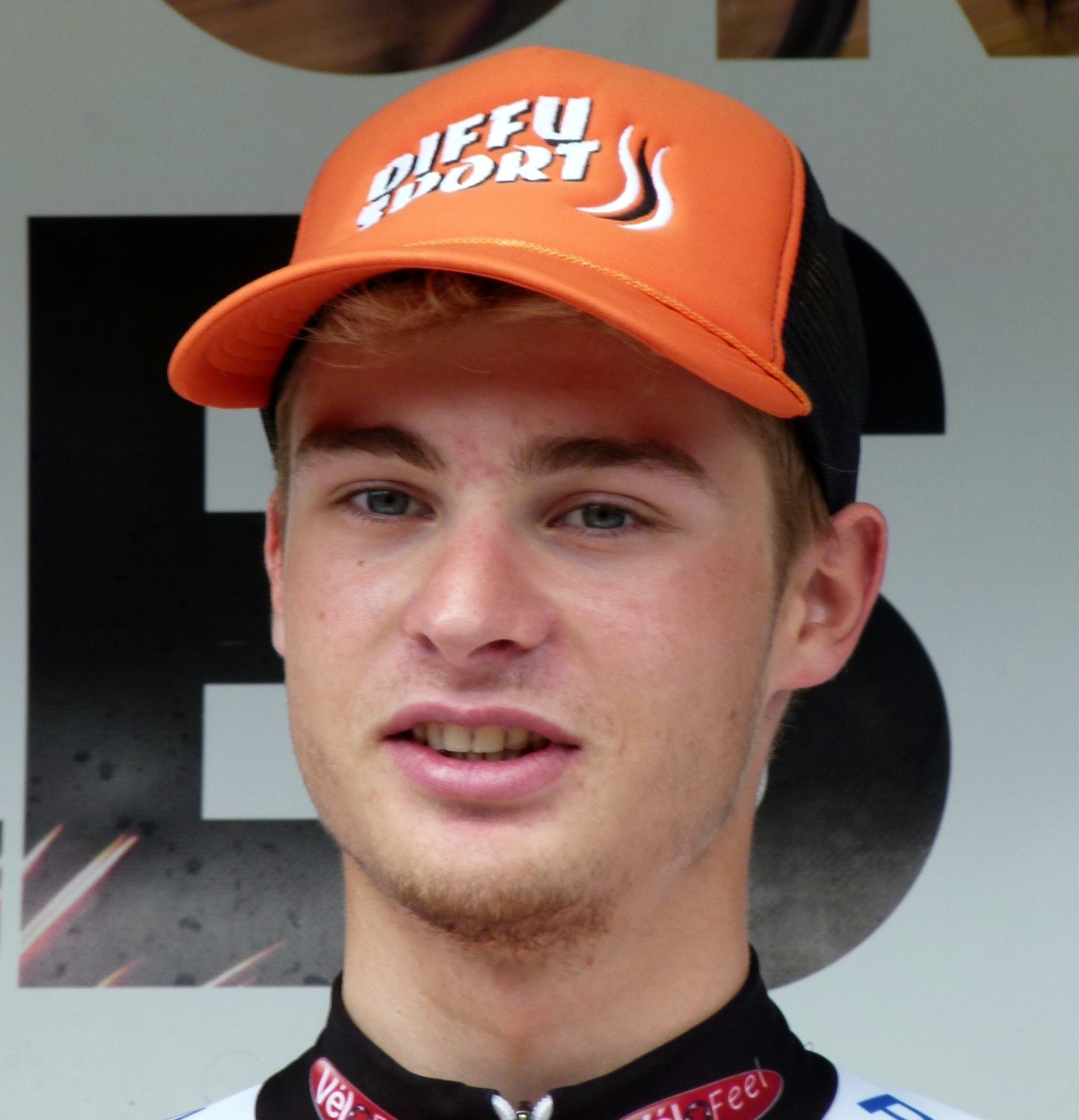
Léo Vincent en 2015.

## Bilan de la saison

### Victoires
| Date       | Course                                             | Pays     | Classe | Vainqueur    |
| ---------- | -------------------------------------------------- | -------- | ------ | ------------ |
| 21/05/2016 | 3e étape de la Ronde de l'Isard                    | France   | 2.2U   | Élie Gesbert |
| 04/06/2016 | 2e étape de la Course de la Paix espoirs           | Tchéquie | 2.Ncup | David Gaudu  |
| 05/06/2016 | Classement général de la Course de la Paix espoirs | Tchéquie | 2.Ncup | David Gaudu  |
| 25/08/2016 | 6e étape du Tour de l'Avenir                       | France   | 2.Ncup | David Gaudu  |
| 27/08/2016 | Classement général du Tour de l'Avenir             | France   | 2.Ncup | David Gaudu  |

### Avenir 2017 des sélectionnés
Plusieurs cas de figure sont établis pour les coureurs sur leur prochaine saison avec entre parenthèses leur future formation :
- Deux coureurs déjà présents dans une équipe continentale professionnelle et qui y restent en 2017 : Hugo Hofstetter (Cofidis) et Félix Pouilly (Roubaix Lille Métropole).

- Cinq coureurs de clubs qui ont été stagiaire dans une WorldTeam, équipe continentale professionnelle ou équipe continentale et qui y signent en 2017 : David Gaudu (FDJ), Dorian Godon (Cofidis), Dylan Kowalski (Roubaix Lille Métropole), Mathias Le Turnier (Cofidis), Paul Ourselin (Direct Énergie) et Damien Touzé (HP BTP-Auber 93).

- Un coureur de club qui a été stagiaire dans une équipe continentale et qui signe dans une autre en 2017 : Jérémy Lecroq stagiaire chez Klein Constantia (Roubaix Lille Métropole).

- Un coureur d'équipe continentale qui signe dans une WorldTeam en 2017 : Rémi Cavagna (Quick Step-Floors).

- Trois coureurs de clubs qui signent dans une équipe continentale professionnelle ou équipe continentale en 2017 : Erwann Corbel (Fortuneo-Vital Concept), Corentin Ermenault (Wiggins) et Élie Gesbert (Fortuneo-Vital Concept).

- Cinq coureurs de clubs qui ont été stagiaire dans une WorldTeam, équipe continentale professionnelle ou équipe continentale et qui restent dans leurs clubs en 2017 : Benoît Cosnefroy stagiaire chez AG2R La Mondiale (Chambéry CF), Camille Guérin stagiaire chez Fortuneo-Vital Concept (VC Pays de Loudéac), Justin Mottier stagiaire chez Fortuneo-Vital Concept (VC Pays de Loudéac), Simon Sellier stagiaire chez Direct Énergie (Vendée U) et Léo Vincent stagiaire chez FDJ (CC Étupes).

- Cinq coureurs de clubs qui restent dans leurs clubs en 2017 : Rémi Aubert (CC Étupes), Wilfried Canales (VC Rouen 76), Axel Journiaux (Vendée U), Aurélien Paret-Peintre (Chambéry CF) et Nans Peters (Chambéry CF)

- Deux coureurs de clubs qui en changent en 2017 : Valentin Madouas qui courrait BIC 2000 (UC Nantes Atlantique) et Paul Sauvage (CR4C Roanne).

Ce tableau reprend tous les coureurs ayant participé à au moins une course sous le maillot de l'équipe de France espoirs ou celui de l'équipe de France amateurs en y ajoutant son équipe de 2016, son équipe de stage de 2016, son équipe pour la saison suivante ainsi que le statut de cette dernière.
| Coureur                | Équipe 2016                           | Stage 2016                            | Équipe 2017             | Statut d'équipe 2017                |
| ---------------------- | ------------------------------------- | ------------------------------------- | ----------------------- | ----------------------------------- |
| Rémi Aubert            | CC Étupes                             | ❌                                    | CC Étupes               | équipe de club                      |
| Wilfried Canales       | VC Rouen 76                           | ❌                                    | VC Rouen 76             | équipe de club                      |
| Rémi Cavagna           | Klein Constantia                      | ❌                                    | Quick Step-Floors       | WorldTeam                           |
| Erwann Corbel          | VC Pays de Loudéac                    | ❌                                    | Fortuneo-Vital Concept  | équipe continentale professionnelle |
| Benoît Cosnefroy       | Chambéry CF                           | AG2R La Mondiale                      | Chambéry CF             | équipe de club                      |
| Corentin Ermenault     | CC Nogent-sur-Oise                    | ❌                                    | Wiggins                 | équipe continentale                 |
| David Gaudu            | Côtes d'Armor-Marie Morin             | FDJ                                   | FDJ                     | WorldTeam                           |
| Élie Gesbert           | VC Pays de Loudéac                    | ❌                                    | Fortuneo-Vital Concept  | équipe continentale professionnelle |
| Dorian Godon           | Vulco-VC Vaulx-en-Velin               | Cofidis                               | Cofidis                 | équipe continentale professionnelle |
| Camille Guérin         | VC Pays de Loudéac                    | Fortuneo-Vital Concept                | VC Pays de Loudéac      | équipe de club                      |
| Hugo Hofstetter        | Cofidis                               | ❌                                    | Cofidis                 | équipe continentale professionnelle |
| Axel Journiaux         | Vendée U                              | ❌                                    | Vendée U                | équipe de club                      |
| Dylan Kowalski         | VC Rouen 76                           | Roubaix Métropole européenne de Lille | Roubaix Lille Métropole | équipe continentale                 |
| Mathias Le Turnier     | Océane Top 16                         | Cofidis                               | Cofidis                 | équipe continentale professionnelle |
| Jérémy Lecroq          | CC Nogent-sur-Oise                    | Klein Constantia                      | Roubaix Lille Métropole | équipe continentale                 |
| Valentin Madouas       | BIC 2000                              | ❌                                    | UC Nantes Atlantique    | équipe de club                      |
| Justin Mottier         | VC Pays de Loudéac                    | Fortuneo-Vital Concept                | VC Pays de Loudéac      | équipe de club                      |
| Paul Ourselin          | Vendée U                              | Direct Énergie                        | Direct Énergie          | équipe continentale professionnelle |
| Aurélien Paret-Peintre | Chambéry CF                           | ❌                                    | Chambéry CF             | équipe de club                      |
| Nans Peters            | Chambéry CF                           | ❌                                    | Chambéry CF             | équipe de club                      |
| Félix Pouilly          | Roubaix Métropole européenne de Lille | ❌                                    | Roubaix Lille Métropole | équipe continentale                 |
| Paul Sauvage           | CR4C Roanne                           | ❌                                    | CC Étupes               | équipe de club                      |
| Simon Sellier          | Vendée U                              | Direct Énergie                        | Vendée U                | équipe de club                      |
| Damien Touzé           | CC Étupes                             | HP BTP-Auber 93                       | HP BTP-Auber 93         | équipe continentale                 |
| Léo Vincent            | CC Étupes                             | FDJ                                   | CC Étupes               | équipe de club                      |